# Erdmann Bogislav von Hertzberg
Erdmann Bogislav von Hertzberg (* 16. August 1736 in Lottin; † 19. März 1803 ebenda) war ein preußischer Offizier, zuletzt Generalmajor.

## Leben

### Herkunft
Erdmann Bogislav war der Sohn des Gutsbesitzers Hans Jürgen von Hertzberg und dessen Ehefrau Helene Juliane, geborene von Hertzberg.

### Militärkarriere
Im November 1752 wurde Hertzberg als Gefreitenkorporal im Infanterieregiment „Anhalt-Dessau“ der Preußischen Armee angestellt. Im September 1754 trat er als Unteroffizier bei den Unrangierten zum I. Bataillons Garde über und wurde dort im Juli 1756 Fähnrich. Im Feldzug 1756/63 nahm er an den Schlachten bei Kolin, Leuthen, Hochkirch und Torgau teil. Im November 1763 wurde er zum Premierleutnant befördert, den Rang als Sekondeleutnant übergehend. Im März 1768 wurde er Führer der Leibkompanie des I. Bataillons Garde für Stabskapitän von Natzmer. Im September 1769 wurde er zum Stabskapitän ernannt und stieg am 14. März 1772 zum Kapitän und Kompaniechef auf. Im Februar 1775 wurde er Major. Hertzberg nahm am Feldzug 1778/79 teil, wurde im Sommer 1783 Oberstleutnant und Kommandeur des II. Bataillons des Infanterieregiments „von der Goltz“. Am 5. April 1785 erfolgte seine Ernennung zum Regimentskommandeur. Im Mai 1785 wurde er Oberst. Bei der Revue von Heiligenbeil am 8. Juni 1789 erhielt Hertzberg für seine langjährigen Verdienste den Orden Pour le Mérite. 
Während seiner langen Dienstzeit im I. Bataillon Garde, zu dem er als Junker wegen seiner überdurchschnittlichen Körperlänge von Friedrich dem Großen versetzt worden war, hatte er das Exerzieren vom König im Detail erlernt, und er war deshalb als Exerziermeister bekannt und geschätzt. Nachdem Friedrich Wilhelm II. die Regierung übernommen hatte, wurde Hertzberg im August 1790 zum Generalmajor befördert. Wegen seines schlechten Gesundheitszustandes konnte er jedoch kein Regiment mehr übernehmen. Am 13. April 1791 wurde Hertzberg deshalb mit einer Pension von 1000 Talern in den Ruhestand entlassen.

### Familie
Hertzberg hatte am 18. Juli 1784 in Braunsberg Elisabeth Maria, geborene Haeseler (* 1743 in Sachsen; † 7. Dezember 1819 in Potsdam) geheiratet. Das Ehepaar hatte einen Sohn, Karl Moritz Erdmann (* 1772; † 1788).